# Polícia Civil do Estado do Piauí
A Polícia Civil do Estado do Piauí é uma das polícias do Piauí, Brasil, órgão do sistema de segurança pública ao qual compete, nos termos do artigo 144, § 4º, da Constituição Federal e ressalvada competência específica da União, as funções de polícia judiciária e de apuração das infrações penais, exceto as de natureza militar.

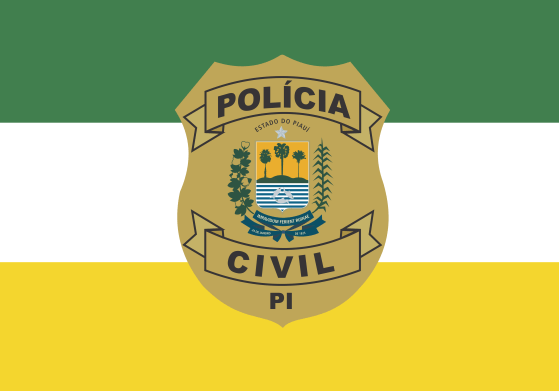
Estandarte criado pela lei nº 7385, de 2020.

## Histórico
Como as demais polícias civis brasileiras, a piauiense nasceu das diretrizes emanadas pela Intendência Geral de Polícia da Corte e do Estado do Brasil, a polícia real disseminada por Paulo Fernandes Viana a partir de 1808.
A primeira regulamentação destinada à Polícia Civil do Piauí foi editada em 1841, por força de Decreto de 3 de dezembro e do Regulamento de 2 de fevereiro de 1842, todos decorrentes das reformas ocorridas na legislação do Império.
Surge a Secretaria de Polícia em 9 de maio de 1842, sendo designado o Juiz Manoel Joaquim Baia para exercer interinamente o cargo de Chefe de Polícia. A sua regulamentação só veio a ocorrer em 21 de fevereiro de 1857, pelo Decreto nº 1.898.
Em 1944 foi criado o Departamento de Polícia Civil do Piauí pelo Decreto-lei nº 772, de 9 de março. Dois anos depois foi reorganizado em conformidade com o Decreto-lei nº 1.263, de 2 de agosto de 1946.
A Guarda Civil de Teresina foi criada em 1937 para o policiamento da cidade, prestando bons serviços à população até a sua extinção em 1970 pela legislação da ditadura iniciada em 1964.
As reformas das estruturas administrativas estaduais deram origem às Secretarias de Estado, inicialmente bastante centralizadas, como a Secretaria do Interior, Justiça e Segurança Pública, criada em 6 de dezembro de 1954 (Lei nº 1.095/54) que absorveu o Departamento de Polícia Civil.
Em 1971, individualiza-se como Secretaria de Segurança e torna-se a antecessora da atual Secretaria de Segurança Pública do Estado do Piauí.
A Constituição Federal de 1988, constitucionalizou as polícias civis do Brasil, fornecendo aos estados o comando para a sua organização.
HISTÓRIA DO HINO DA POLÍCIA CIVIL DO ESTADO DO PIAUÍ
O Hino da Polícia Civil do Estado do Piauí surgiu a partir de concurso público, regulamentado pela Portaria GSS n° 633/93, de 1º de outubro de 1993, do Senhor Secretário da Segurança Pública do Estado, Dr. Francisco Antonio Alencar, que incumbiu a Fundação da Cultura - FUNDAC para realizar o certame, destacando-se como vencedor o Hino proposto pelos Delegados de Polícia Civil, João Paulo de Lima e Nilson Cunha e Silva, tendo como autor do arranjo musical o saudoso Maestro Luis José dos Santos. 
A melodia do Hino da PCPI foi composta em 1987, pelo Delegado João Paulo de Lima, enquanto o autor participava do I Curso de Técnica de Ensino Policial, realizado naAcademia Nacional de Polícia – ANP, com sede em Brasília/DF. Enquanto a LETRA DO HINO DA PCPI foi elaborada em 1990, pelo Delegado Nilson Cunha e Silva, que ocupou importantes cargos na Polícia Civil do Estado do Piauí, tais como delegado geral e diretor da Academia de Polícia Civil do Estado do Piauí – ACADEPOL/PI. 
Após a homologação do resultado do concurso, foi editada a Lei nº 4.709, de 17 de junho de 1994, que legitimou a instituição do Hino da Polícia Civil do Estado do Piauí, tendo sido publicada no Diário Oficial do Estado do Piauí nº 118, de 24/06/1994. 
Conhecida como LEI DO HINO DA POLÍCIA CIVIL DO ESTADO DO PIAUÍ, a Lei nº 4.709/1994 foi editada a partir de proposta do executivo, conforme consta da Mensagem nº 008/GG, de 05/05/1994, tendo como signatário o então Governador do Estado do Piauí, Dr. Guilherme Melo. Na referida mensagem, constou dentre outras, as seguintes justificativas: “Promover a institucionalização desses importantes símbolos da Polícia Civil significa provocar, no policial civil, a auto valorização e a manifestação do sentimento cívico em relação à sua instituição policial. Nas comemorações de eventos alusivos a segurança pública, há muito urgia a presença de tais instrumentos da simbologia cívica da Polícia Civil. Com a institucionalização do HINO DA POLÍCIA CIVIL, o policial civil sentir-se-á comprometido cívica e, inclusive, espiritualmente com os deveres de sua árdua missão.”
Temas hiperlincados e relacionados ao Hino da Polícia Civil do Estado do Piauí:
- HINO DA POLÍCIA CIVIL DO ESTADO DO PIAUÍ (áudio)
- PARTITURA DO HINO DA PCPI
- LEI DO HINO DA POLÍCIA CIVIL DO ESTADO DO PIAUÍ - Lei nº 4.709/1994
- LETRA DO HINO DA PCPI

## Funções institucionais
- exercer as funções de polícia judiciária e a apuração das infrações penais;
- planejar, coordenar, dirigir e executar as ações de polícia judiciária e de apuração das infrações penais, que consistem na produção e na realização de inquérito policial e de outros atos formais de investigações;
- cumprir mandados de prisão e de busca domiciliar, bem como outras ordens expedidas pela autoridade judiciária competente, no âmbito de suas atribuições;
- preservar locais, apreender instrumentos, materiais e produtos de infração penal, bem como realizar, quando couber, ou requisitar perícia oficial e exames complementares;
- zelar pela preservação da ordem e segurança públicas, da incolumidade das pessoas e do patrimônio, promovendo ou participando de medidas de proteção à sociedade e às pessoas;
- organizar e executar, quando couber, os serviços de identificação civil e criminal;
- organizar e realizar ações de inteligência, destinadas ao exercício das funções de polícia judiciária e à apuração de infrações penais, na esfera de sua competência;
- realizar correições e inspeções, em caráter permanente ou extraordinário, na esfera de sua competência;
- organizar e realizar pesquisas técnico-científicas relacionadas com as funções de polícia judiciária e com a apuração das infrações penais;
- elaborar estudos e promover a organização e tratamento de dados e informações indispensáveis ao exercício de suas funções;
- estimular e participar do processo de integração dos bancos de dados existentes no âmbito dos órgãos do Sistema Único de Segurança Pública;
- manter, na apuração das infrações penais, o sigilo necessário à elucidação do fato ou exigido pelo interesse da sociedade.[6]

## Carreiras policiais
Delegado de Polícia Civil
Perito Criminal
Perito Médico-Legal
Perito Odonto-Legal
Escrivão de Polícia Civil
Agente de Polícia Civil
Perito Papiloscopista Policial

## Organização policial
- Delegacia-Geral
- Unidade de Polícia Judiciária
- Gerências
  - Armas e munições
  - Polícia Metropolitana
    - Delegacias Distritais
    - Delegacias Metropolitanas

  - Polícia Especializada
    - Delegacias Especializadas

  - Polícia do Interior
    - Delegacias Regionais de Polícia Civil
- Corregedoria de Polícia Civil
- Academia de Polícia
- Departamento de Polícia Científica

### Delegacia de polícia
A Polícia Civil do Estado do Piauí, dirigida pelo Delegado Geral da Polícia Civil, desenvolve os serviços públicos da sua competência através das delegacias distritais de Teresina, delegacias metropolitanas e das unidades de polícia judiciária do Interior, subordinadas às delegacias regionais. As delegacias são, nas suas circunscrições, o centro das investigações e dos demais atos de polícia judiciária e pontos de atendimento e proteção à população.
Em apoio as delegacias distritais, surgiram as delegacias especializadas decorrentes do desenvolvimento da atividade criminosa que também se especializou, organizou-se em quadrilhas e estendeu as suas ações por largas faixas territoriais. As principais delegacias especializadas reprimem o tráfico de entorpecentes, o roubo e o furto, inclusive de automóveis, as fraudes ou defraudações, sendo certa a inclusão das delegacias de homicídios dentre essas unidades pela importância do bem jurídico protegido que é a vida humana. Duas delegacias especializadas foram criadas, dentre outras, visando atender modernas exigências sociais:
Delegacia de Segurança e Proteção ao Idoso
Delegacia de Defesa e Proteção dos Direitos Humanos e Repressão às Condutas Discriminatórias

### Constatação científica
As perícias criminalística e médico-legal integram as atividades da polícia judiciária por força do perfeito entrosamento que deve haver entre o investigador policial e o perito para a elucidação dos crimes. No Piauí, o Departamento de Polícia Científica, coordena a perícia médico-legal, criminalística e a identificação civil e criminal.